# Michel Odent
Michel Odent (francouzsky Michel Robert Fortuné Odent) (* 7. července 1930, Oise) je francouzský chirurg a porodník.  Vedl chirurgické a porodnické oddělení ve státní nemocnici v Pithiviers ve Francii v letech 1962 - 1985. Je novodobým průkopníkem a jedním z celosvětově nejvýznamnějších zastánců fyziologického porodu. Je autorem 15 knih publikovaných ve 22 jazycích. 

## Biografie
V padesátých letech dvacátého století studoval medicínu v Paříži a stal se chirurgem. V časopise The Lancet byl označen jako „jeden z posledních skutečných všeobecných chirurgů“ (anglicky "one of the last real general surgeons").

### Návštěvy v Československu a České republice
V roce 1981 navštívil Československo poprvé, účastnil se v Olomouci konference týkající si „Rooming-In“ (což je společný pobyt matky s dítětem 24 hodin denně).
V listopadu 1999 se účastnil konference Porod je duše a tělo ve Špindlerově Mlýně.
V březnu 2007 potřetí navštívil Českou republiku, kde měl v Praze přednášku Život, zdraví a narození plodu a vedl celodenní seminář O lásce novým způsobem v rámci multikulturního festivalu Pražské brány.
V dubnu 2013 počtvrté navštívil Českou republiku a v rámci projektu Systémová změna v porodnictví se účastnil workshopu s porodními asistentkami a měl dvě přednášky. Vystoupil v České televizi v pořadu Před půlnocí.

### Česká vydání
- ODENT, Michel. Znovuzrozený porod. Překlad Jakub Florian. Praha: Argo, 1995. ISBN 80-85794-69-1.
- ODENT, Michel. Láska jako věda. Překlad Jakub Florian. 1. vyd. Praha: SZ, 2001. (Rodiče). ISBN 80-86489-02-7.
- ODENT, Michel. Matka země. Překlad Jakub Florian. [s.l.]: Rodiče, 2003. ISBN 80-86695-05-0.
- ODENT, Michel. Přirozené funkce orgasmů při milování, porodu a kojení: přímé cesty k transcedenci. Překlad Magdaléna Šloncová, Klára Meissnerová. Praha: Maitrea, 2013. ISBN 978-80-87249-43-7.
- ODENT, Michel. Porod a budoucnost homo sapiens. [s.l.]: Maitrea, 2014. ISBN 978-80-7500-052-1.
- ODENT, Michel. Císařský řez: Co je dobré vědět o císařském řezu a jak souvisí porod se schopností milovat. Překlad Klára Meissnerová. Praha: Maitrea, 2016. ISBN 978-80-7500-227-3.
- ODENT, Michel. Potřebujeme porodní asistentky?. Překlad Klára Meissnerová. Praha: Maitrea, 2017. ISBN 978-80-7500-300-3.